# Bundesstraße 487
Die  deutsche Bundesstraße 487 (Abkürzung: B 487) verläuft durch das nördliche Hessen im Raum Kassel. Sie beginnt südlich von Melsungen (Gemarkung Melsungen, am Abzweig zur Bundesstraße 83) und führt bis nach Hessisch Lichtenau.

## Einzelheiten
Die Bundesstraße 487 beginnt an der Bundesstraße 83 am Industriegebiet Pfieffewiesen, in dem u. a. die Edeka Hessenring und der weltweit tätige Medizintechnikhersteller B. Braun ihren Sitz haben. Sie verläuft dann entlang des Flüsschens Pfieffe durch Adelshausen, unterquert die Pfieffetalbrücke, um dann in Mörshausen, das Gebiet der Stadt Spangenberg zu erreichen. Nach Schnellrode wird die Grenze der Landkreise Schwalm-Eder und Werra-Meißner passiert. Mit dem Stadtteil Retterode wird das Gebiet der Stadt Hessisch Lichtenau erreicht. In Hessisch Lichtenau endet die B487, wenn die Bundesstraße 7 erreicht.

## Geschichte/Weiteres
Die Bundesstraße 487 wurde Mitte/Ende der 1960er Jahre eingerichtet. Eine bessere Erschließung des damaligen Zonenrandgebietes mit Bundesstraßen dürfte hier auch eine Rolle gespielt haben.